# Ponta Delgada
Ponta Delgada (portugisiskt uttal: [ˈpõtɐ ðɛlˈɣaðɐ]
 ( lyssna)) är huvudstaden på ön São Miguel i Azorerna. Den är administrativt centrum för den autonoma regionen Azorerna. Den har enligt uppgift från 2007 en folkmängd på omkring 85 000, vilket är en uppgång med 15 000 sedan 2004. 
Staden är Azorernas turistcentrum, och det finns många monument och museer. Staden är även känd för sin lyxmarina, där båtar som seglar över Atlanten kan fylla på sina förråd. Ponta Delgada är en populär hamn för kryssningsfartyg med många intressanta mål för turister, bland annat de två vulkansjöarna, Lagoa Azul och Lagoa Verde. Ponta Delgadas flygplats (portugisiska: Aeroporto de Ponta Delgada) ligger i stadens västra del, och därifrån går dagliga flyg till andra öar i ögruppen och till det portugisiska fastlandet. Det går även direktflyg till andra europeiska städer och till Boston i USA.
Norr om staden ligger förstäderna Fajã de Baixo och Fajã de Cima. Fajã de Baixo domineras av jordbruk med bland annat ananasplantager. Fajã de Cima är känd för sina festligheter. Öster om staden ligger förstaden São Roque som gradvis blir en del av Ponta Delgada, eftersom den växer längs kusten mot staden.
Ponta Delgada har också ett universitet, Universidade dos Açores (Azorernas universitet), samt banker, skolor och andra institutioner.
I Ponta Delgada finns även ett stort shoppingcenter, Parque Atlantico.

## Personer från Ponta Delgada
- António Feliciano de Castilho (1800 -1875), författare, bodde i Ponta Delgada mellan 1847 och 1850.
- Antero de Quental (1842-1891) – poet och filosof.
- Teófilo Braga (1843 -1924) - författare och den första portugisiska republikens andra president.
- Roberto Ivens (1850-1898) – marinofficer och upptäcktsresande i Afrika.
- Berta Cabral - Antiga Presidente da Câmara Municipal desta cidade, secretária de Estado adjunta e da Defesa Nacional e primeira mulher líder do PSD/Açores.